# Tzutzbén
Tzutzbén es una localidad del municipio de Larráinzar ubicado en la región de Los Altos del estado mexicano de Chiapas.

## Geografía
La localidad de Tzutzbén se sitúa en las coordenadas geográficas 16°53′48″N 92°43′09″O / 16.896667, -92.719167, a una elevación de 1,936 metros sobre el nivel del mar.

## Demografía
Según el Censo de Población y Vivienda 2020, efectuado por el Instituto Nacional de Estadística y Geografía, la localidad de Tzutzbén tiene 441 habitantes, de los cuales 198 son del sexo masculino y 243 del sexo femenino. Su tasa de fecundidad es de 2.78 hijos por mujer y tiene 90 viviendas particulares habitadas.
| Gráfica de evolución demográfica de Tzutzbén entre 1910 y 2020 |
|                                                                |
| INEGI.                                                         |